# بابلو ترابيرو
بابلو ترابيرو (بالإسبانية: Pablo Trapero) (و. 1971  م) هو كاتب سيناريو، ومنتج أفلام، ومخرج أفلام، ومونتير أرجنتيني، ولد في سان خوستو، بوينس آيرس.

## وصلات خارجية
- بابلو ترابيرو على موقع IMDb (الإنجليزية)
- بابلو ترابيرو على موقع ألو سيني (الفرنسية)
- بابلو ترابيرو على موقع أول موفي (الإنجليزية)
- بابلو ترابيرو على موقع قاعدة بيانات الأفلام السويدية (السويدية)
- بابلو ترابيرو على موقع قاعدة بيانات الفيلم (الإنجليزية)
- بابلو ترابيرو على موقع كينوبويسك (الروسية)